# Carl von Pidoll

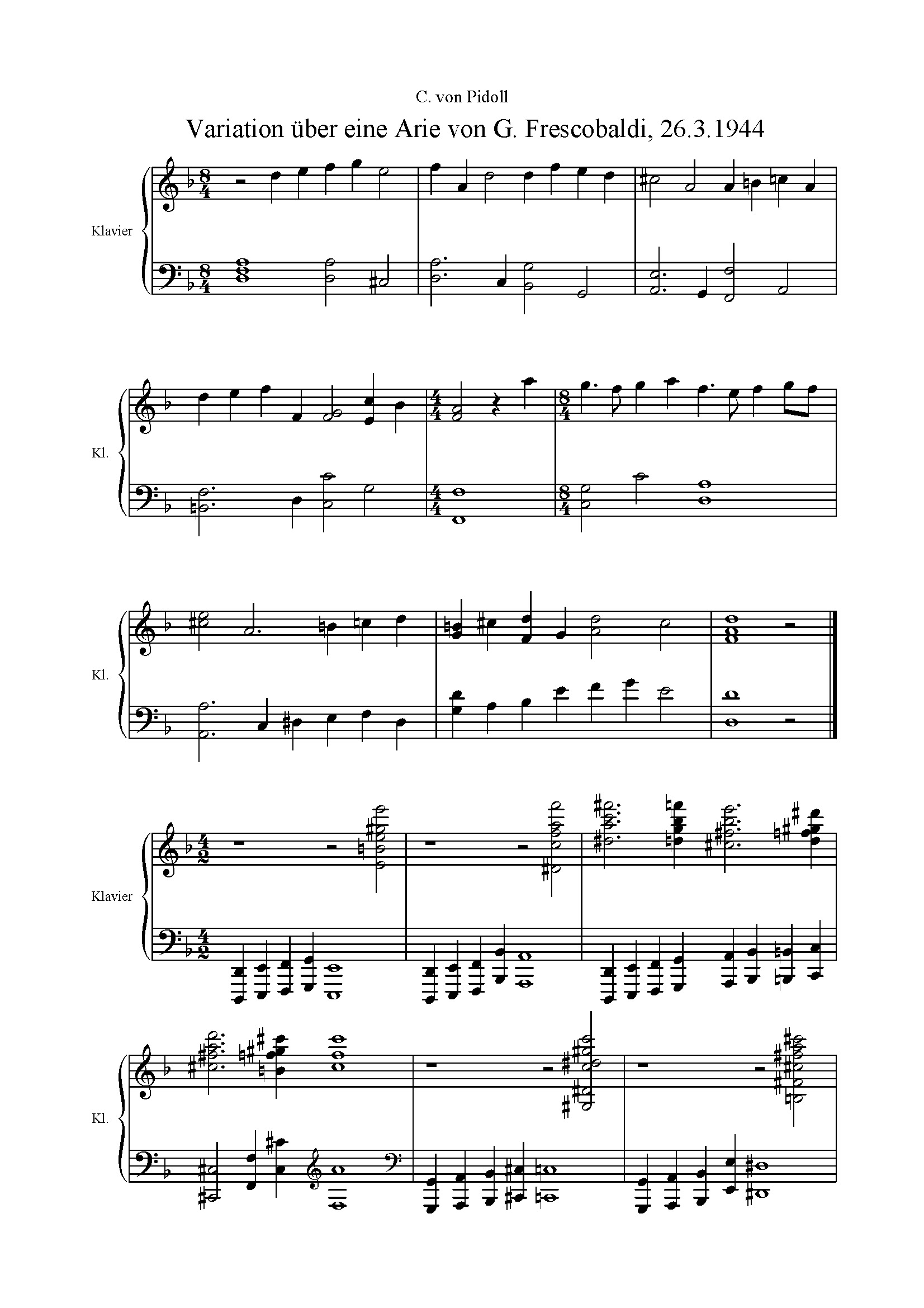
Carl von Pidoll 1944, Variation über eine Frescobaldi-Arie, Seite 1

Carl von Pidoll (* 14. Oktober 1888 in Steinsel; † 26. März 1965 in Ehrwald) war ein Pianist und Komponist sowie Schauspieler, Generalagent, Direktor und Schriftsteller, insbesondere von Musikromanen.

## Leben
Carl von Pidoll wurde als Karl Friedrich Freiherr von Pidoll als Sohn der Eheleute Karl Freiherr von Pidoll (1847–1901) und Marguerite Fernande de Scherff (1851–1941) geboren. Nach seinem humanistischen Abitur am Berliner Lessinggymnasium studierte er Musik an der Münchener Akademie der Tonkunst und trat bis 1910 in vielen Städten als Pianist auf.
Ab 1911 versuchte Pidoll sich als Schriftsteller. Seine Werke, z. B. sein Gedichtband Sonette (1912) zeigten jedoch wenig Erfolg, ebenso seine Engagements als Schauspieler – nach eigenen Angaben nahezu 150 Rollen in Regensburg (1912/13) und Brünn (1914/15). Daraufhin beschloss Carl, wieder als Musiker und Tondichter zu arbeiten, trat erneut als Pianist und Dirigent auf und machte sich als „hochbegabter Komponist“ einen Namen. Seine Werke waren durch viele exotische Missakkorde gekennzeichnet, die gekonnt aufgelöst wurden.
1921 erfolgte eine erneute berufliche Umorientierung: Pidoll wurde Generalagent der Arbed AG, eines großen luxemburgischen Eisenhüttenkonzerns (heute ArcelorMittal), zuerst in Italien, 1928 in Bombay, 1930/31 in Shanghai und ab Mitte 1931 Leipzig. 1935 wurde Pidoll zusammen mit Hermann Rathert zum Vorstand der damals größten Zellwollefabrik, der Spinnfaser AG in Kassel-Bettenhausen (heute Enka), berufen. Er zog hierzu in ein repräsentatives Haus in der Steinhöferstr. 4 in Kassel-Wilhelmshöhe. Bereits ein Jahr später beschloss er, seine Tätigkeit aufzugeben, um von der Schriftstellerei und von Vorträgen zu leben. Er kündigte seine Stellung und verließ schon 1938 Kassel.
Es entstanden in der Folgezeit wieder Kompositionen, aber auch mehrere Manuskripte zu musikalischen Themen. So regte ihn die Pianistin Elly Ney, mit der er eng befreundet war, zu einem Buch darüber an, wie man richtig Klavier spielt: „Trotz erheblicher Schwächen von Notenschrift und Klavierton durch Verbindung von phänomenalem technischen Können aus der einen Gehirnhälfte und den künstlerischen Fähigkeiten der anderen Gehirnhälfte dem Hörer ein hinreichendes Substrat zu liefern, um ihm die Vision des Komponisten wieder beglückend erleben zu lassen.“ Dieses Buch, Elly Ney – Gedanken über ein Künstlertum, erschien 1942 in sieben Auflagen und wurde sein erster großer Erfolg.
1943 zog Pidoll mit seiner Ehefrau „Lie“ in seine Wahlheimat Ehrwald in Österreich, Haus Nr. 67, am Fuße der Zugspitze und wurde dort schon bald eine bekannte Persönlichkeit. Im selben Jahr schrieb er ein tatsachengetreues Buch Verklungenes Spiel über Ludwig van Beethoven in Form fiktiver Memoiren seines besten langjährigen Freundes. Mit diesem Buch erreichte Pidoll seinen Durchbruch und „sicherte auch [s]einen Folgewerken gute Aufnahmen“.
Carl von Pidoll starb am 26. März 1965 in seinem Haus in Ehrwald. Sein musikalischer Nachlass wurde der Bayerischen Staatsbibliothek München, Inventar-Nr. 10.215ff, vermacht.
Pidoll war viermal verheiratet und dreimal geschieden: Seine erste Ehefrau Florence Freiin von Zedlitz und Neukirch heiratete er 1916. Seine zweite Ehe schloss er 1920 mit Ester Stephanie Frieda Selmayr. Ab 1929 war er mit Paulette Freifrau von Pidoll verheiratet. 1932 ging er die vierte Ehe mit Elisabeth Geiger ein. Aus seiner ersten Ehe gingen zwei Kinder, Wolfgang (1917–1945) und Gabriela (1919–2005), hervor.

## Werke (Auswahl)
- Gedichtband Sonette, München 1912
- Streichquintett
- Klavierkonzert Es-dur, München 1917
- Violinsonate
- Streichquartett
- Sinfonie
- Sonate für zwei Klaviere, 1942

- Elly Ney - Gedanken über ein Künstlertum. Helingsche Verlagsanstalt, Leipzig, 1942
- Boemo Divino. Das Leben des Musikers Josef Myslivecek. Stauffacher Verlag, Zürich, 1943
- Variationen über eine Arie von Frescobaldi, 1944
- Augustinus Duroc. Eine Biografie. Österreichische Verlagsanstalt, Innsbruck, 1948
- Verklungenes Spiel. Die Erinnerungen des Herrn Nikolaus Zmeskall von Domanowitz über Ludwig van Beethoven. Österreichische Verlagsanstalt, Innsbruck, 1949-52
- Anda. Unterhaltungsroman. Eugen Russ Verlag, Bregenz, 1951
- Beppo. Unterhaltungsroman. Eugen Russ Verlag, Bregenz, 1952
- Mein Freund Beethoven (Neuauflage von Verklungenes Spiel). Stauffacher Verlag, Zürich, 1956. Weitere Auflagen in Englisch, Französisch, Holländisch und Spanisch 1949–1972
- Mit Mozart musizieren die Engel. Stauffacher Verlag, Zürich, 1956
- Und führe uns den rechten Weg (Neuauflage von Augustinus Duroc), Stauffacher Verlag, Zürich, 1956
- Ein Leben mit Chopin. Stauffacher Verlag, Zürich, 1957–1959
- Wildschwein, Mond und Damaskus. Unterhaltungsroman. Stauffacher Verlag, Zürich, 1960–1963